# Le Quotidien du médecin
 (décembre 2022).
Le Quotidien du médecin est un journal français traitant de l’information médicale, fondé en 1971. Il s'adresse à l’ensemble des professionnels de santé, qu’ils soient praticiens (généralistes, spécialistes, libéraux, hospitaliers et autres) ou décideurs. Le journal est disponible uniquement sur abonnement.
Le journal est édité par le Groupe Profession Santé.

## Ligne éditoriale et diffusion
La ligne éditoriale du journal aborde aussi bien l’actualité générale du monde de la santé que l’évolution des différents métiers et de leur exercice professionnel. 
Ni revue scientifique ni organe de formation, c'est un journal d'opinion. Ainsi en 2005, les éditoriaux du journal militent pour le Oui au référendum sur la Constitution de l'Union européenne.
Le journal est bi-média, paraissent à la fois une version web quotidienne et un hebdomadaire en version papier.
Une fois par an, une équipe de professionnels dresse des bilans par spécialité médicale, qui sont ensuite envoyés à tous les spécialistes concernés dans des éditions spéciales.

## Histoire
Il faisait partie, avec Le Quotidien de Paris et Le Quotidien du pharmacien, du Groupe Quotidien dirigé par Philippe Tesson.
Propriété du groupe Vivendi au tout début des années 2000, il a été vendu à CMPMedica, filiale de United Business Media (consortium contrôlé par un fonds de pension anglo-saxon).
En 2011, United Business Media se retire partiellement, et le Quotidien du Médecin est alors contrôlé par la holding Janus, à laquelle participe l'éditeur Groupe Profession Santé ainsi que Pembroke Limited, family office du directeur de Cegedim, Jean-Claude Labrune. Janus contrôle également Le Quotidien du Pharmacien, Le Généraliste, Décision & Stratégie Santé et Visite Actuelle. En 2016, Pembroke Limited se retire et le groupe Groupe Profession Santé passe sous le contrôle de la  Mutuelle nationale des hospitaliers et des professionnels de la santé et du social (MNH),,.

### Moments-clés
- 1971 : création du journal Le Quotidien du Médecin par Philippe Tesson et le Dr Marie-Claude Tesson-Millet. Il compte généralement 8 à 12 pages consultées par six médecins sur dix selon une enquête de l’IFRA de la même année[6][source insuffisante].
- 1973 : Le Quotidien du Médecin enregistre son 10 000e abonné, l’abonnement coûtant 58 francs par an à l’époque. Le journal grossit et lance un premier numéro de 16 pages[6][source insuffisante].
- 1978 : Lancement des premiers Jeux Mondiaux de la Médecine et de la Santé se déroulant à Cannes, à l’initiative du Quotidien du Médecin[6][source insuffisante].
- 2016 : Le Groupe Profession Santé est racheté par la Mutuelle nationale des hospitaliers et des professionnels de la santé et du social (MNH)[7] devenue nehs (Nouvelle Entreprise Humaine en Santé) en novembre 2018.

## Publications

### Le Quotidien du Médecin (journal)
Dès sa création, il a été conçu comme un journal intégrant de l'information professionnelle, de l'information scientifique, mais aussi des informations dites "générales" (faits ou questions de société), des loisirs. 

### Lequotidiendumedecin.fr (web)
Le Quotidien du Médecin est présent sur Internet depuis 1999.

## Controverses
En 2011, le directeur de la publication, Gérard Kouchner, auditionné au Sénat par la Mission commune d'information sur le Mediator, en réponse à une question sur l'absence dans Le Quotidien d'un compte-rendu du livre d'Irène Frachon, la pneumologue à l'origine de la révélation du scandale, s'exprime ainsi : « Non, c'était délibéré : nous ne sommes pas une presse à sensation. Pareil sujet mérite que l'on prenne du recul, et nous avons parlé ultérieurement de l'enquête du docteur Frachon. Mais nous ne traitons pas des chiens écrasés,. », à quoi le président de la mission, François Autain, répond : « Vous rangez donc ce livre à la rubrique des chiens écrasés ! Nous en prenons note,. »
En mai 2014, le quotidien a décidé de censurer un encart publicitaire pour un livre dénonçant les dérives des laboratoires pharmaceutiques car il était préfacé par Philippe Even, interdit d’exercice de la médecine par l’Ordre des Médecins.

## Résultats financiers
Les Éditions Scientifiques Culturelles (propriétaires du journal) ont réalisé en 2017 un chiffre d'affaires de 21 952 400 € avec une perte de 3 140 500 € et un effectif moyen de 103 collaborateurs (donnée 2016)[source insuffisante]. Répartition du chiffre d'affaires en 2010 : publicité pharmaceutique 58 % (aucun laboratoire ne dépasse 4 % du chiffre d'affaires) ; petites annonces : 20 % ; et majoritairement le reste pour les abonnements.